# تشيك أوتري (لاعب كرة قاعدة)
تشيك أوتري (بالإنجليزية: Chick Autry)‏ هو لاعب كرة قاعدة أمريكي، ولد في 2 يناير 1885 في همبولت في الولايات المتحدة، وتوفي في 16 يناير 1976 في سانتا روسا في الولايات المتحدة.

## وصلات خارجية
- تشيك أوتري (لاعب كرة قاعدة) على موقعبيزبول رفرنس.كوم (الدوري الرئيسي) (الإنجليزية)
- تشيك أوتري (لاعب كرة قاعدة) على موقعبيزبول رفرنس.كوم (الدوري الثانوي) (الإنجليزية)